# Lỗ (nước)
Lỗ (Phồn thể: 魯國, giản thể: 鲁国) là một quốc gia chư hầu thời nhà Chu trong thời kỳ Xuân Thu và Chiến Quốc. Lãnh thổ của nó chủ yếu nằm ở phía nam núi Thái Sơn, ở khu vực trung tâm và miền tây nam của tỉnh Sơn Đông ngày nay cùng một phần các tỉnh An Huy, Hà Nam và Giang Tô.
Quốc gia này là dòng dõi Cơ Bá Cầm, con trai của Chu Công Cơ Đán, em trai của Chu Vũ vương và là vị hiền nhân nhiếp chính thời Chu Thành vương. Quốc gia này nổi tiếng vì là nơi sinh ra của Khổng Tử.

## Các vị quân chủ

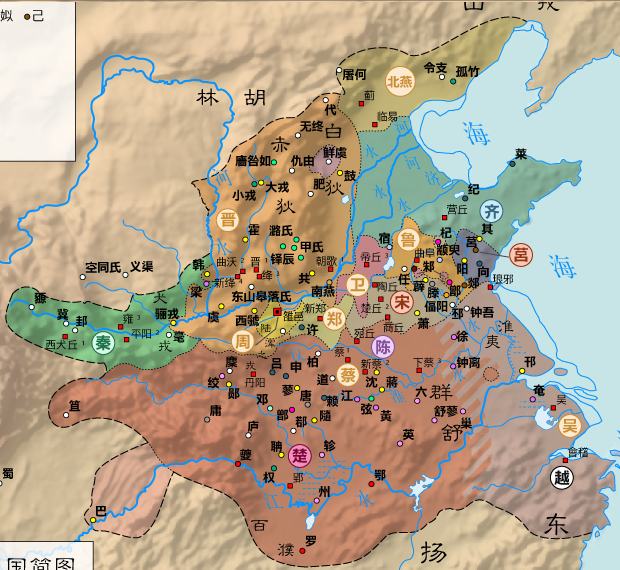
Giản đồ các nước lớn thời Xuân Thu
Lỗ (鲁)
Tấn (晋)
Yên (北燕)
Tề (齐)
Tần (秦)
Sở (楚)
Ngô (吴)
Cử (莒)
Tống (宋)
Vệ (卫)
Trịnh (郑)
Ba (巴)
Đất do thiên tử nhà Chu cai quản